# Where the Streets Lead
Where the Streets Lead è il quarto album del gruppo jazz gallese Slowly Rolling Camera, pubblicato dalla Edition Records nel 2021.

## Tracce
Compact disc
1. You Are the Truth – 4:40
2. Where the Streets Lead – 5:43
3. Lost Orbits – 4:45
4. The Afternoon of Human Life – 7:03
5. Widest Possible Aperture – 5:56
6. Illuminate – 4:30
7. Feels Like Fiction – 6:59
8. A Force for Good – 6:39

Durata totale: 46:15

## Formazione
- Dave Stapleton tastiera elettronica
- Deri Roberts - produttore, tastiera elettronica
- Elliot Bennett - batteria
- Sachal Vasandani - Voce

Altri musicisti:
- Jasper Høiby - contrabbasso
- Stuart McCallum - chitarra
- Lionel Handy, Philip Daish-Handy - violoncello